# World War Z (film)
World War Z är en amerikansk-brittisk film som hade premiär den 21 juni 2013, i regi av Marc Forster med Brad Pitt i huvudrollen. Filmen är baserad på boken med samma namn av Max Brooks. I Sverige hade World War Z biopremiär den 12 juli 2013.

## Handling
F.d. FN-anställde Gerry Lane (Brad Pitt) reser jorden runt i en kamp mot tiden för att förhindra en zombie-pandemi som har fått arméer och regeringar på knä och som hotar att utrota hela mänskligheten.

## Rollista (i urval)
| Brad Pitt               | – Gerald "Gerry" Lane     |
| Mireille Enos           | – Karin Lane              |
| Daniella Kertesz        | – Segen                   |
| James Badge Dale        | – Kapten Speke            |
| David Morse             | – Burt, ex-soldat i CIA   |
| Fana Mokoena            | – Thierry Umutoni         |
| David Andrews           | – Kapten Mullenaro        |
| Sterling Jerins         | – Constance "Connie" Lane |
| Abigail Hargrove        | – Rachel Lane             |
| Peter Capaldi           | – WHO-doktor Brit         |
| Pierfrancesco Favino    | – WHO-doktor Javier       |
| Ludi Boeken             | – Jurgen Warmbrunn        |
| Grégory Fitoussi        | – Militärpilot            |
| Ruth Negga              | – WHO-doktor Kelly        |
| Moritz Bleibtreu        | – WHO-doktor Ryan         |
| Elyes Gabel             | – Dr. Andrew Fassbach     |
| Matthew Fox             | – Soldat i flygvapnet     |
| Fabrizio Zacharee Guido | – Tomas                   |
| Ernesto Cantu           | – Tomas pappa             |
| Vicky Araico            | – Tomas mamma             |